# Uncyclopedia
Uncyclopedia es una enciclopedia web satírica que parodia a Wikipedia. Su logotipo, una "papa de rompecabezas" hueca, parodia el logotipo de rompecabezas de globo terráqueo de Wikipedia, y se autodenomina "la enciclopedia libre de contenido", parodiando el eslogan de Wikipedia de "la enciclopedia libre". Fundado en 2005 como un wiki en inglés, el proyecto abarca más de 75 idiomas, así como varios subproyectos que parodian otros wikis. La versión en inglés tiene aproximadamente 37.000 páginas de contenido, solo superada por la portuguesa. El nombre de Uncyclopedia es un acrónimo del prefijo un- y la palabra encyclopedia.

## Características
Se utilizan varios estilos de humor como objeto para la parodia, desde la sátira mordaz hasta el sarcasmo ligero, junto con bromas internas estructuradas y frecuentes inconsecuencias . El sitio ha atraído la atención de los medios por sus artículos sobre temas controvertidos que incluyen religión, personas destacadas, lugares, política y pseudociencia.
Muchos artículos de la Enciclopedia contienen gráficos con un enlace al artículo de Wikipedia correspondiente. Una leyenda típica dice: "Para aquellos sin gustos cómicos, los supuestos expertos de Wikipedia tienen un artículo sobre [tema en cuestión]". Algunos también tienen un enlace al artículo correspondiente de Conservapedia . Un subtítulo típico para uno de estos es "Los manipuladores de serpientes falsos patriotas en Conservapedia tienen un artículo aún más divertido sobre [tema en cuestión]". Algunos incluso tienen un enlace al artículo de RationalWiki correspondiente. Un subtítulo típico para estos es "Los médicos que desacreditan la verdad en RationalWiki tienen un artículo aún más divertido sobre [tema en cuestión]".

## Contenido
Las entradas de la Uncyclopedia suelen ser disparates a menudo ingeniosos, de poco o nulo parecido con la realidad.
Por ejemplo, el artículo Algor-itmo de la Uncyclopedia aseguraba que un algoritmo es el término que describe a «Al Gore poniéndose a tono para la marcha». En el artículo sobre Al Gore se lee que actualmente no está disponible y que es posible que Al Gore necesite reinventar Internet (Existe una frase fuera de contexto en la que Al Gore aseguraba haber inventado Internet).
Una broma común es inventarse citas y atribuírselas a Oscar Wilde o a Miguel de Cervantes (en su versión en español), tanto con frases que parodian citas reales como frases que no tienen nada que ver con el autor ni su estilo. Existe también una parodia del Wikcionario.
Otros puntos destacables son
- Enmarcar teorías de ciencia y matemáticas como seudociencia, dando mayor credibilidad a mitos o supersticiones.
- Escribir una biografía anacrónica de personajes históricos y atribuirles hechos o descubrimientos ficticios o contrarios a su campo.
- Sustituir la vida de un actor o actriz por la de algún personaje que interpretó (diciendo que Mark Hamill en realidad era Jedi, etc.).
- Exponer como verídicos hechos ficticios o inventados.
- Dar mayor importancia a la influencia de actores, músicos o artistas y relegando a políticos y científicos a un plano más mundano.
- Intercambiar el contenido de artículos homófonos o similares: hablar de astrología en la entrada de astronomía, o de la Cienciología en el artículo dedicado a la Ciencia.
- Situar ciudades o países en lugares incorrectos, o cambiarles el nombre a los mismos por unos de grafía más acorde a su pronunciación (Yurp por Europa).
- Inventar ciudades o países, como la lejana isla de Eutanasia.
- Desarrollar múltiples artículos para la biografía de un solo personaje, como en el caso de Jesús con artículos sobre Jesús original, Bebé Jesús, Niño Jesús, Jesús adulto, Jesús resucitado o Cyberjesús.
- Categorización surreal, y disparados Véase también. Un ejemplo es la categoría sobre Sospechosos de ser los asesinos de John Fitzgerald Kennedy'.

Además, usan software MediaWiki para parodiar plantillas de la Wikipedia, como el mensaje de esbozo:
This article is a stub. The article submitter may also have been smoking crack. You can help Uncyclopedia by expanding it.
(Este artículo es un esbozo. El emisor del artículo ha debido de estar fumando crack. Puedes ayudar a la Uncyclopedia ampliándolo.)
que parodia la plantilla de la Wikipedia:

### Aniversarios de portada
Existe tradición de celebrar varios aniversarios (algunos ficticios) cambiando el aspecto de la portada, al más puro estilo Google. Ejemplos de esto incluyen:
- 14 de febrero: Emopedia: Burla al día de San Valentín. La uncyclopedia dice ser el espacio de expresión para personas deprimidas por problemas amorosos.
- 4 de julio: Versión Simple de la Uncyclopedia, dedicada a los estadounidenses, con algunos insultos (cariñosos) mal escritos.
- 30 de julio: «Día Internacional de la Página en Blanco», en el que la mayor parte de la portada queda en blanco, como homenaje a una técnica de vandalismo usual en wiki que consiste en borrar todo el contenido dejando la página en blanco.
- 1 de agosto: «Día de la independencia nacional de Suiza», en el que se usa como portada la versión suiza, con un aspecto más neutral.

## Objetivo
Según los fundadores de la Uncyclopedia, Jonathan Huang y un compañero sin nombre, la misión no oficial de la Uncyclopedia es alcanzar el PVS, o Punto de Vista Satírico de la vida (parodia del PVN). Sin embargo, muchas veces se alejan de la meta y se crean artículos de un alto contenido humorístico, pero que no se podría considerar satírico. 
Debido al carácter abierto de la Uncyclopedia, que empezó como una colección de artículos de vandalismo, la propia Uncyclopedia padece ataques vandálicos como cualquier otro sitio basado en wiki. Por ejemplo, suelen blanquearse páginas, incluir publicidad de otras webs, o incluso propaganda antisemita.

## Historia
Uncyclopedia apareció en enero de 2005 como parodia de Wikipedia, en un principio como respuesta a las páginas de la Wikipedia en idioma inglés que recogen algunos artículos graciosos frutos del vandalismo (Chistes malos y otros artículos sin sentido), que también es parodiada en la Uncyclopedia con el artículo Hechos verídicos y otros buenos artículos borrados. 
Uncyclopedia está bajo licencia de Creative Commons Attribution-NonCommercial-ShareAlike 2.0. Al igual que otros sitios alojados en Wikicities, su contenido está disponible para descargar.
Para el 2014, la Uncyclopedia ha superado los 30 000 artículos, tocando casi todos los temas. El 3 de febrero de 2006, al cerrar la Frikipedia, muchos de sus artículos fueron trasladados a la Inciclopedia, rama en español de la Uncyclopedia.